# Dán Nyugat-India

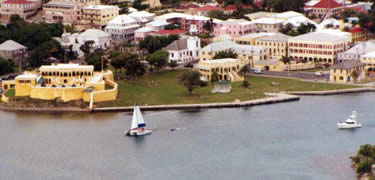
Christiansted, Saint Croix legfontosabb települése az egykori dán gyarmaton

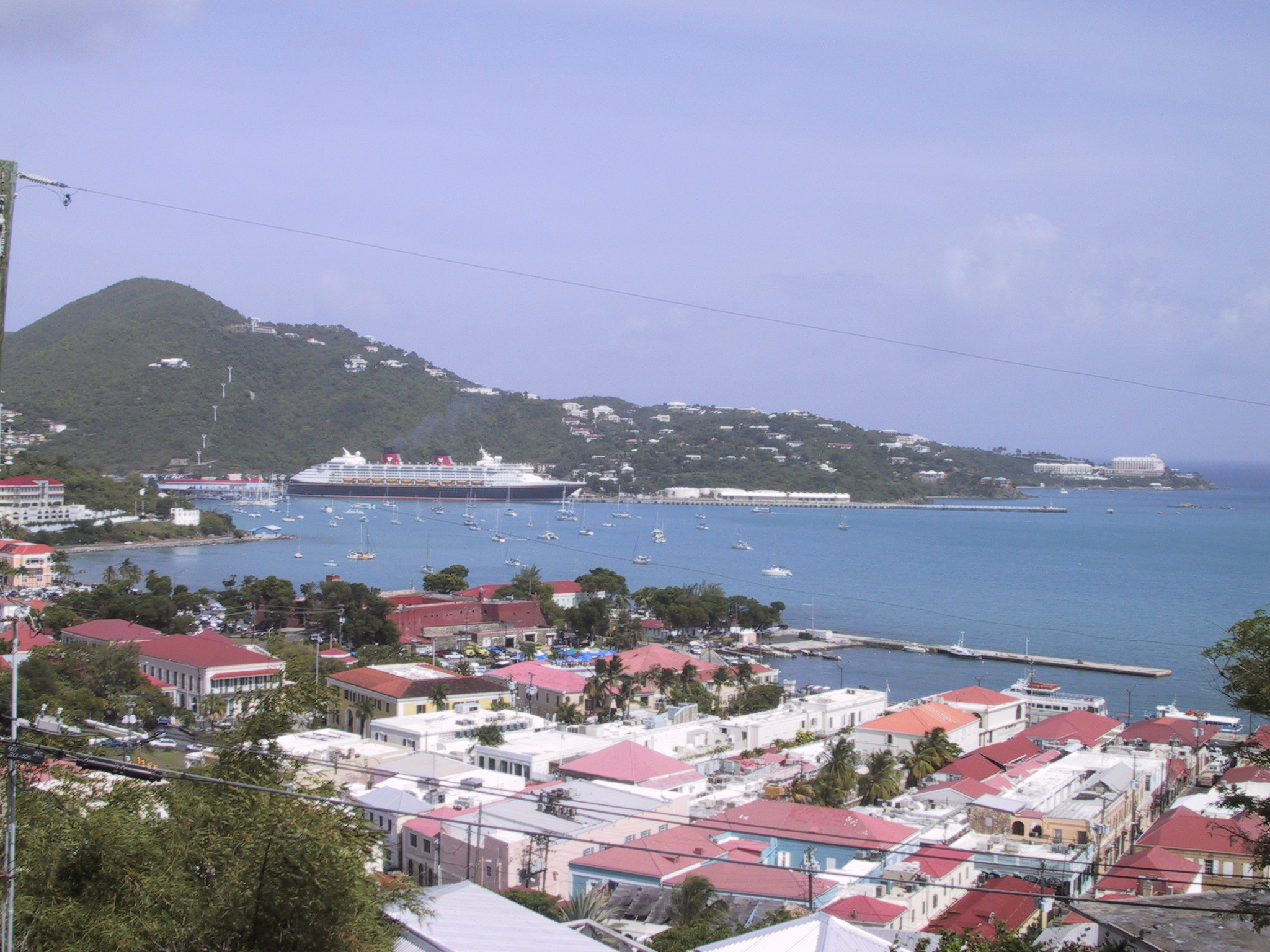
Charlotte Amalie látképe

Dán Nyugat-India (dánul: Dansk Vest Indien) egykori dán gyarmat a Karib-szigeteken. Ma Amerikai Virgin-szigetek néven az Amerikai Egyesült Államokhoz tartozik. A Virgin-szigetek dán földrajzi neve Jomfruøerne volt.

## Történelem
A Dán Nyugat-indiai Társaság először Saint Thomas szigetén alapított telepet 1672-ben, majd 1683-ban Saint John szigetén is (ez utóbbi lépést a britek 1718-ig vitatták), végül 1733-ban Saint Croix szigetét is megszerezték: megvásárolták a Francia Nyugat-indiai Társaságtól. 1754-ben a szigeteket eladták a dán királynak, így azok dán királyi gyarmattá váltak.
A napóleoni háborúk során a szigetek többször brit fennhatóság alá kerültek: először 1801 márciusától 1802. március 27-ig, majd 1807-től 1815. november 20-ig, amikor visszakerültek Dániához.
A dán uralom alatt több mint 50 000 rabszolgát hoztak a szigetekre Afrikából. Egy részük az itteni cukornád-ültetvényeken dolgozott, másokat Kubába vagy az Amerikai Egyesült Államokba vittek tovább. A rabszolgaságot 1848-ban, a Saint Croix szigetén kitört rabszolgalázadás után törölte el a kormányzó.
1904-ig nem volt hivatalos fizetőeszköz a szigetcsoporton, így eleinte a spanyol dollárt, majd az amerikai dollárt használták a helyi pénzforgalomban. Ekkor létrehozták a Dán Nyugat-indiai Nemzeti Bankot, amely a forgalomban lévő dollár vagy a dán korona helyett a Latin Monetáris Unió szabványát vezette be.
1917. január 17-én Dánia a szigeteket 25 millió dollárért eladta az Amerikai Egyesült Államoknak. A szerződés ratifikálása után a dán igazgatás 1917. március 31-ével megszűnt; április 1-jétől az amerikaiak hivatalosan is birtokba vették a szigeteket, és átkeresztelték Amerikai Virgin-szigetekre. Az Egyesült Államok már korábban is érdeklődött a szigetek iránt, részben a Panama-csatorna bejárata melletti stratégiai fekvésük miatt, részben abból a félelemből, hogy Németország elfoglalhatja és tengeralattjáró-támaszpontként használhatja őket.

### Külső hivatkozások
- Az Amerikai Virgin-szigetek kronológiája, worldstatesmen.org (angol)
- Transfer Day, az amerikai Virgin-szigeteki dán konzulátus honlapjáról (angol)